# Alejandro Korn (Buenos Aires)
Alejandro Korn, o semplicemente Korn, è una cittadina argentina della provincia di Buenos Aires situata all'interno del partido di San Vicente.

## Geografia
Alejandro Korn è situata a 45 km a sud di Buenos Aires, nell'estremità meridionale della conurbazione bonaerense.

## Etimologia
La cittadina è intitolata al filosofo, politico, psichiatra, Alejandro Korn (1860-1935).

## Infrastrutture e trasporti

### Ferrovie
Alejandro Korn è servita da una propria stazione ferroviaria posta lungo la linea suburbana Roca che unisce le località del sud dell'area metropolitana bonaerense con Buenos Aires.